# Akodon lutescens
Akodon lutescens és una espècie de mamífer rosegador de la família dels cricètids. Viu a altituds d'entre 3.600 i 4.500 msnm a l'Argentina, Bolívia i el Perú. El seu hàbitat natural són els herbassars oberts. És una espècie en risc mínim, és a dir, no sembla que hi hagi cap amenaça significativa per a la seva supervivència. El seu nom específic, lutescens, significa ‘pantanós’ en llatí.